# Sabaot
Sabaot (hebrejski: צבאות (Tzevaot)) je u Starom zavjetu jedno od Božjih imena. Izraz Gospodin Sabaot  znači "Gospodar nad vojskama" (usporedi 2 Sam. 5,10) i odnosi se na mnoštvo anđela koji prema judaizmu i kršćanskom poimanju, okružuju Boga. Simbolično, to se može odnositi i na zvijezde na nebu, a da je Bog vladar ovog bezbrojnog mnoštva.